# Analemma

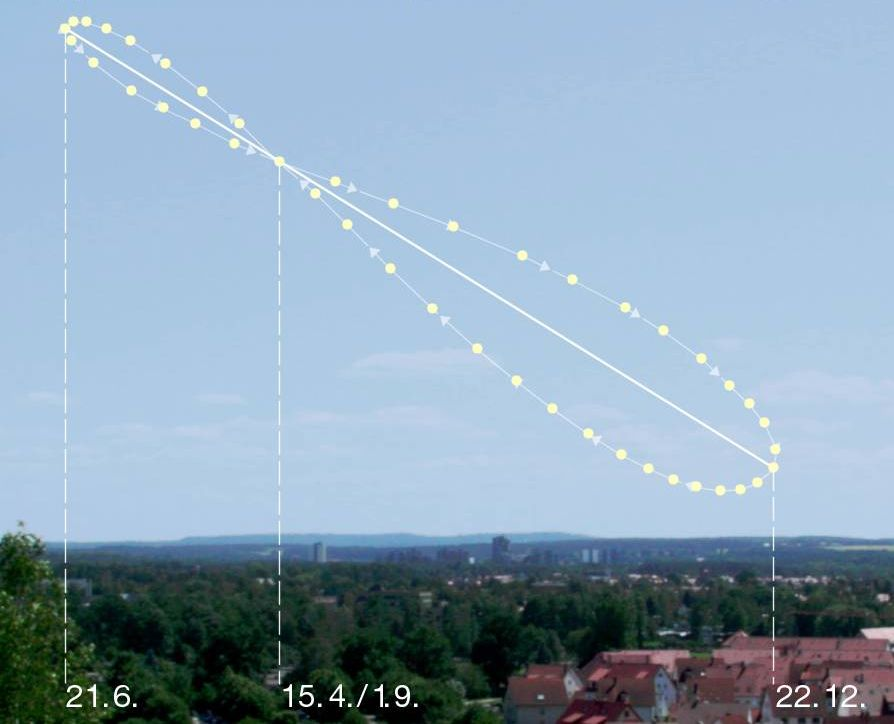
Het analemma van de Zon gefotografeerd op het noordelijk halfrond, in oostelijke richting

Een analemma (Grieks woord (ανα λεμμα = opname van boven)) is in de astronomie een curve aan de hemelbol, waarmee de positie van een bepaald hemellichaam (meestal de Zon) wordt beschreven op een vast moment van de (middelbare synodische) dag. Meestal is het hemellichaam waarvandaan gekeken wordt, de Aarde, maar analemma's kunnen ook vanaf andere hemellichamen worden geconstrueerd.

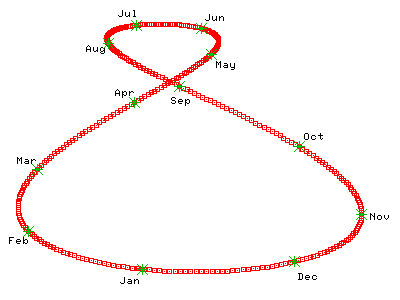
Het analemma van de Zon met overdreven breedte. Door de breedte te overdrijven wordt duidelijk dat het analemma asymmetrisch is, wat komt door de hoek tussen de apsides en de zonnewendes.

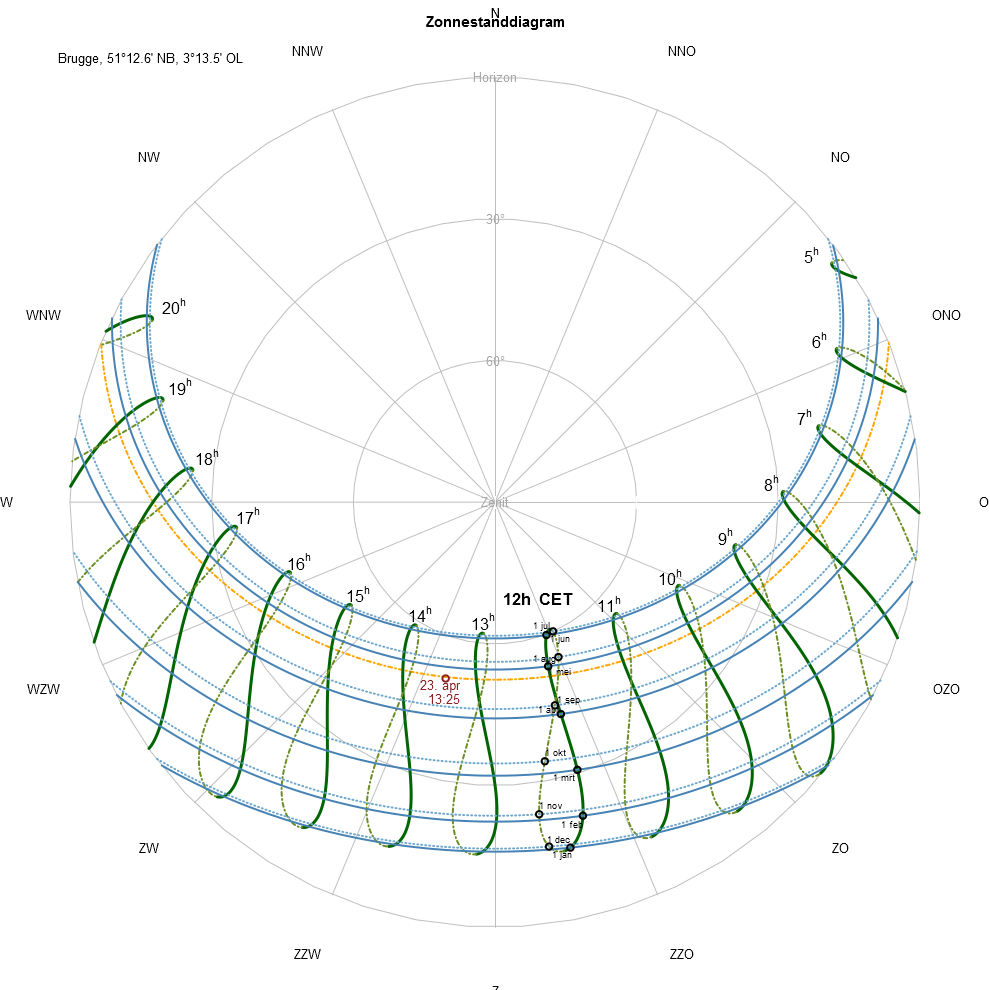
Een zonnestanddiagram toont de zonnestanden op verschillende tijdstippen.

## Analemma van de Zon
Er zijn drie parameters die de vorm en grootte van het zonne-analemma beïnvloeden: de helling van de aardas, de excentriciteit van de aardbaan en de hoek tussen de lijn tussen de apsides en de lijn tussen de solstitia.
Als de Aarde een perfect cirkelvormige baan had en de aardas een hoek van 90° maakte met het baanvlak, zou de Zon op hetzelfde siderische tijdstip van de dag altijd op dezelfde plek aan de hemel staan. Het analemma zou dan een punt zijn. Als bij een perfect cirkelvormige baan de aardas geen rechte hoek maakt met het baanvlak, zou het analemma de vorm van een 8 hebben met even grote lussen boven en onder. Als de aardas loodrecht op het baanvlak stond, maar de aardbaan was wel ellipsvormig, zou het analemma een lijnstuk (streep) vormen over de hemelequator.
De verticale component van het analemma is de declinatie, de afstand van de Zon tot de hemelequator, gemeten langs de hemelbol. De horizontale component is de tijdsvereffening, het verschil tussen de (schijnbare) zonnetijd en de middelbare zonnetijd (waarmee de kloktijd min of meer synchroon gehouden wordt, dus ongeveer hoe ver de Zon voor of achter is ten opzichte van de klok).
Het analemma heeft overal ter wereld dezelfde vorm, maar hoe hoger de breedtegraad waarop de waarnemer zich bevindt, des te kleiner de hoek wordt die het analemma met de horizon maakt.
Omdat de solstitiumpunten (referentiepunten aan de hemelbol voor de helling van de aardas) en de apsides van de aardbaan (referentiepunten voor de excentriciteit van de aardbaan) niet samenvallen is het analemma niet symmetrisch van vorm.

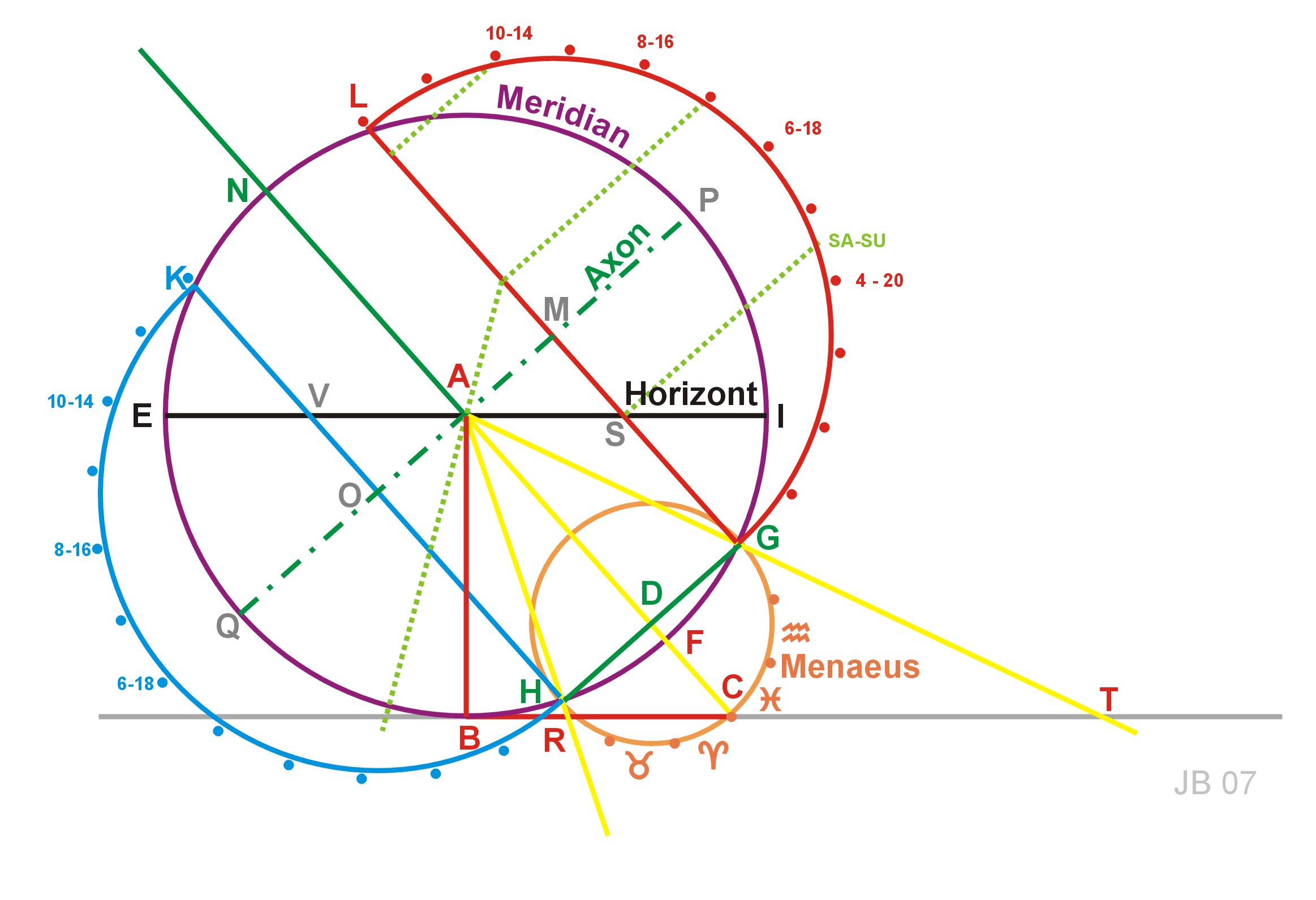
Analemma van Vitruvius

Een gewone zonnewijzer toont de ware zonnetijd. Doordat onze moderne uurwerken de middelbare zonnetijd aangeven, is een zonnewijzer onnauwkeurig. Het is echter mogelijk het analemma in een zonnewijzer te verwerken. Een dergelijke zonnewijzer geeft niet alleen de kloktijd aan, maar ook de datum. Zo'n zonnewijzer is te vinden bij het kasteel van San Gabriel op Lanzarote.

## Alternatieve historische betekenissen
Het analemma van de Zon was in de klassieke oudheid onbekend, omdat in die tijd nog geen instrumenten bestonden om het verschil tussen middelbare plaatselijke tijd en ware plaatselijke tijd te meten.
De Romeinse architect Vitruvius (± 85 — 20 v.Chr.) beschreef rond 22 v.Chr. hoe met cirkels en lijnen een zonnewijzer gebouwd kan worden. Hij noemde zijn methode analemma van de gnomoniek. Bij een bekende geografische breedtegraad kan met Vitruvius’ methode de positie van de Zon aan de hemel op elk moment van de dag en in elk jaargetijde berekend worden.
De 2e-eeuwse Hellenistisch-Egyptische sterrenkundige Claudius Ptolemaeus gebruikte het woord analemma (in zijn gelijknamige boek) voor een sterrenkundige projectiemethode waarbij kubussen en bollen in elkaar worden geprojecteerd als vierkanten en cirkels. Deze methode is onder andere gebruikt bij de bouw van de Hagia Sophia in Constantinopel (532 – 537 n. Chr.).
Bij een analemmatische zonnewijzer heeft analemma een andere betekenis. Het gaat hier niet om de zonnewijzer die hierboven beschreven is, maar om een in letterlijk opname van boven van een cilindrische equatoriale zonnewijzer.

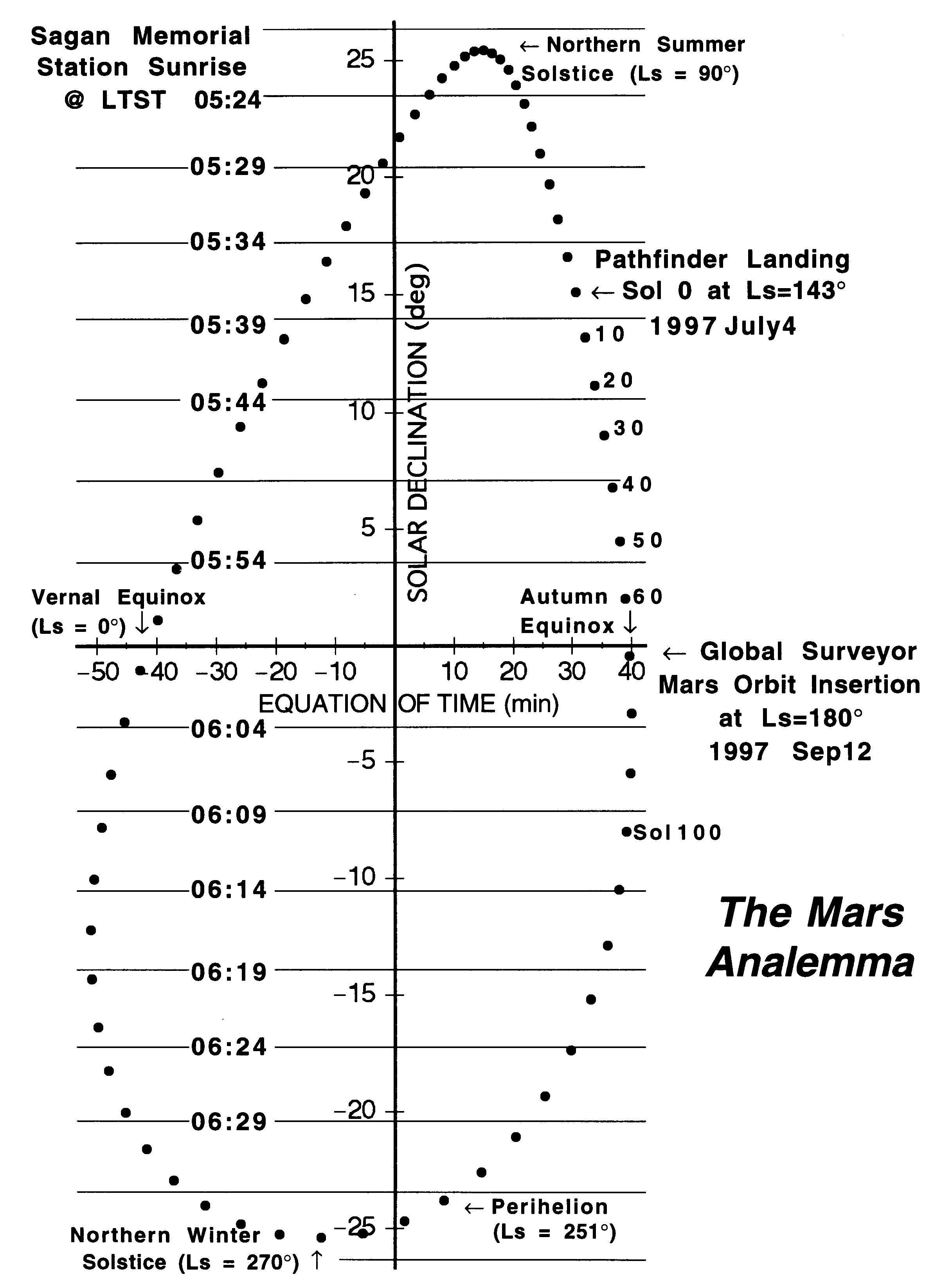
Analemma op Mars

## Analemma vanaf andere planeten
Op Aarde heeft het analemma van de Zon de vorm van een 8, maar op andere planeten in het Zonnestelsel kan deze vorm anders zijn, afhankelijk van de helling van de as en de excentriciteit van de baan van de planeet in kwestie.
- Op de planeet Mercurius duurt een dag precies anderhalf keer zo lang als een rotatie om de Zon (door baanresonantie). Als elke dag de Zon geplot zou worden, zou dit daarom telkens hetzelfde punt opleveren. Een analemma kan desondanks geconstrueerd worden door voor meerdere momenten op een dag vanaf andere plekken op de planeet te plotten; het resultaat is een bijna rechte oost-westlijn.
- Op Venus duurt een jaar iets minder dan twee (Venus)dagen (1 dag is ongeveer 117 aardse dagen), zodat het een aantal jaren zou duren voor een compleet analemma kon worden geconstrueerd. Het resultaat zou een ellipsvorm zijn.
- Op Mars heeft het analemma de vorm van een druppel.
- Op Jupiter heeft het analemma de vorm van een ellips.
- Op Saturnus heeft het analemma de vorm van een 8, waarbij de noordelijke lus zo klein is dat hij bijna een druppelvorm is.
- Op Uranus en Neptunus heeft het analemma de vorm van een 8.

## Trivia
- Analemma was ook de titel van het boek van Claudius Ptolemaeus waarin hij zijn projectiemethode beschreef.
- Het analemma wordt soms op globes gedrukt.
- Door een fototoestel op een statief te zetten en een jaar lang elke dag op precies hetzelfde tijdstip een foto van de Zon te maken kan het analemma gefotografeerd worden. De figuur die ontstaat door de verschillende posities van de Zon ziet eruit als een 8. Natuurlijk lukt dit het beste op een plek waar het zelden bewolkt is.